# Velleia spathulata
Velleia spathulata är en tvåhjärtbladig växtart som beskrevs av Robert Brown. Velleia spathulata ingår i släktet Velleia och familjen Goodeniaceae. Inga underarter finns listade i Catalogue of Life.

## Bildgalleri

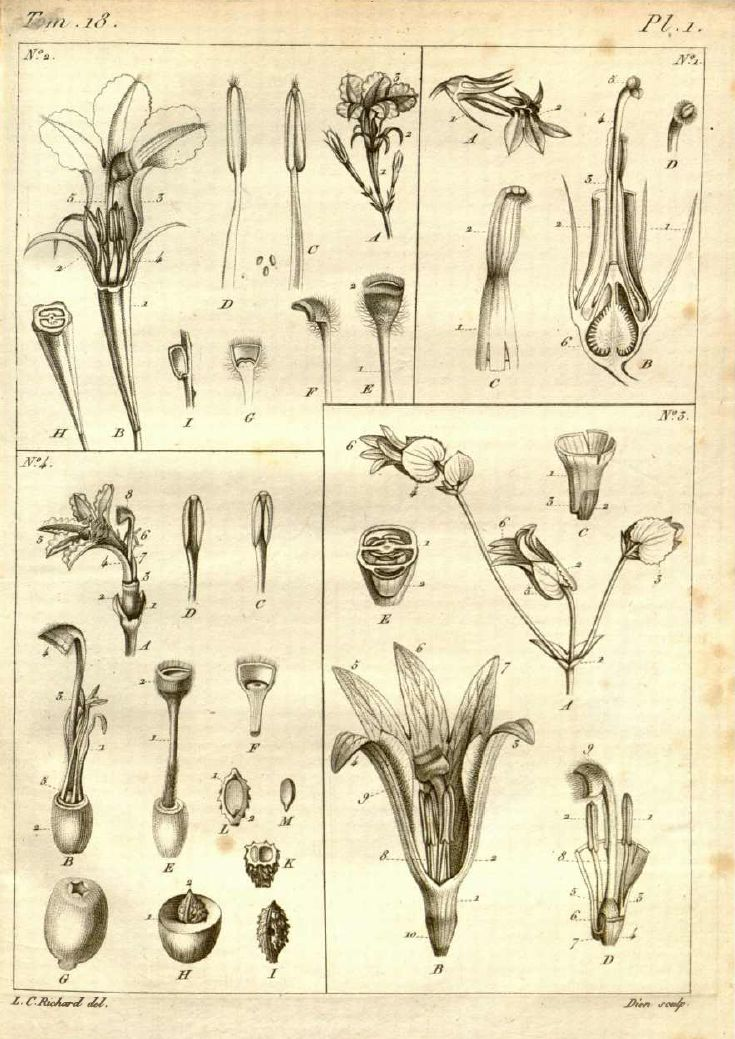